# Parallelia mediifascia
Parallelia mediifascia är en fjärilsart som beskrevs av Alfred Ernest Wileman och South 1920. Parallelia mediifascia ingår i släktet Parallelia och familjen nattflyn. Inga underarter finns listade i Catalogue of Life.